# Gusman Cosanov
Gusman Cosanov, scris și Kosanov, (în rusă Гусман Косанов; n. 25 mai 1935, Semipalatinsk, RSFS Rusă, URSS – d. 19 iulie 1990, Almaty, RSS Kazahă, URSS) a fost un atlet sovietic, medaliat cu argint la Roma 1960.

## Biografie
Gusman Cosanov s-a născut la data de 25 mai 1935. El a concurat în special în probele de alergări pe distanța de 100 metri, devenind multiplu campion republican al RSS Moldovenești. S-a antrenat în orașul Chișinău, absolvind Tehnicumul republican de educație fizică din capitala RSS Moldovenești. După absolvire, s-a stabilit în Kazahstan, la Alma Ata, antrenându-se în echipa de atletism a forțelor armate sovietice. 
El a concurat pentru echipa URSS la Roma 1960, obținând medalia de argint alături de atleții Leonid Bartienev, Iuri Konovalov și Edvin Ozolin. Alături de atleta Valentina Maslovscaia-Bolșova, ei au fost primii olimpici din Republica Sovietică Socialistă Moldovenească în componența echipei olimpice a URSS, care au concurat la Jocurile Olimpice. 
A fost maestru al sportului în domeniul atletismului.

## Palmares
| An   | Competiție        | Locație        | Loc | Eveniment | Note |
| ---- | ----------------- | -------------- | --- | --------- | ---- |
| 1960 | Jocurile Olimpice | Roma, Italia   | 19  | 100 m     | 10,7 |
| 1960 | Jocurile Olimpice | Roma, Italia   | 2   | 4x100 m   | 40,1 |
| 1964 | Jocurile Olimpice | Tokio, Japonia | 52  | 100 m     | 10,9 |
| 1964 | Jocurile Olimpice | Tokio, Japonia | 5   | 4x100 m   | 39,4 |

## Legături externe
- en Gusman Cosanov la World Athletics
- en Gusman Cosanov la Olympedia.org
- en  Gusman Cosanov la athleticspodium.com